# Индонезийска риба кардинал
Индонезийската риба кардинал (Pterapogon kauderni) е вид лъчеперка от семейство Apogonidae. Видът е застрашен от изчезване.

## Разпространение
Разпространен е в Индонезия (Сулавеси).